# Xã Pleasant, Quận Wright, Iowa
Xã Pleasant (tiếng Anh: Pleasant Township) là một xã thuộc quận Wright, tiểu bang Iowa, Hoa Kỳ. Năm 2010, dân số của xã này là 2.475 người.